# Pavel Kružajev
Pavel Kružajev est un joueur estonien de volley-ball né le 4 avril 1980. Il mesure 1,99 m et joue attaquant.

## Clubs
| Club             | Pays     | De        | À         |
| ---------------- | -------- | --------- | --------- |
| Tallinna Matek   | Estonie  | 1998-1999 | 1998-1999 |
| Rakvere Rivaal   | Estonie  | 1999-2000 | 1999-2000 |
| Tartu Pere Leib  | Estonie  | 2000-2001 | 2000-2001 |
| Selver Tallinn   | Estonie  | 2001-2002 | 2003-2004 |
| Piivolley Salo   | Finlande | 2004-2005 | 2004-2005 |
| PAOK Salonique   | Grèce    | 2005-2006 | 2005-2006 |
| Pafiakos Pafos   | Chypre   | 2006-2007 | 2006-2007 |
| AONS Milon       | Grèce    | 2007-2008 | 2007-2008 |
| Rennes Volley 35 | France   | 2008-2009 | …         |

## Palmarès
- Championnat d'Estonie
  - Finaliste : 2004
- Championnat de Finlande
  - Finaliste : 2005
- Coupe de Finlande (1)
  - Vainqueur : 2005